# 迭里威失
迭里威失（?—?），元朝大臣，别失八里畏兀儿人。塔本曾孙，阿里乞失帖木儿之孙，阿台之子。
迭里威失年少好读书，元成宗时入宿卫，授河西廉访司佥事，历任监察御史、淮西廉访副使，入朝为中书左司员外郎，改任枢密院参议，升为判官。延祐四年（1317年），授翰林侍讲学士，出为河间路总管。当时饥荒，他出俸金及官库所积赈济，得活数十万人。河间当水陆要冲，四方供亿全都取给。迭里威失于是立法调遣，民称为便。又建言增置便习弓马尉一人，增加逻兵之数。陵州群凶为害官民，都收捕，死于狱中。后升辽阳行省参知政事。其子锁咬儿哈的迷失。

## 延伸阅读
[在维基数据编辑]
 《新元史/卷131》，出自柯劭忞《新元史》